# الرأي بشأن تغير المناخ حسب البلد

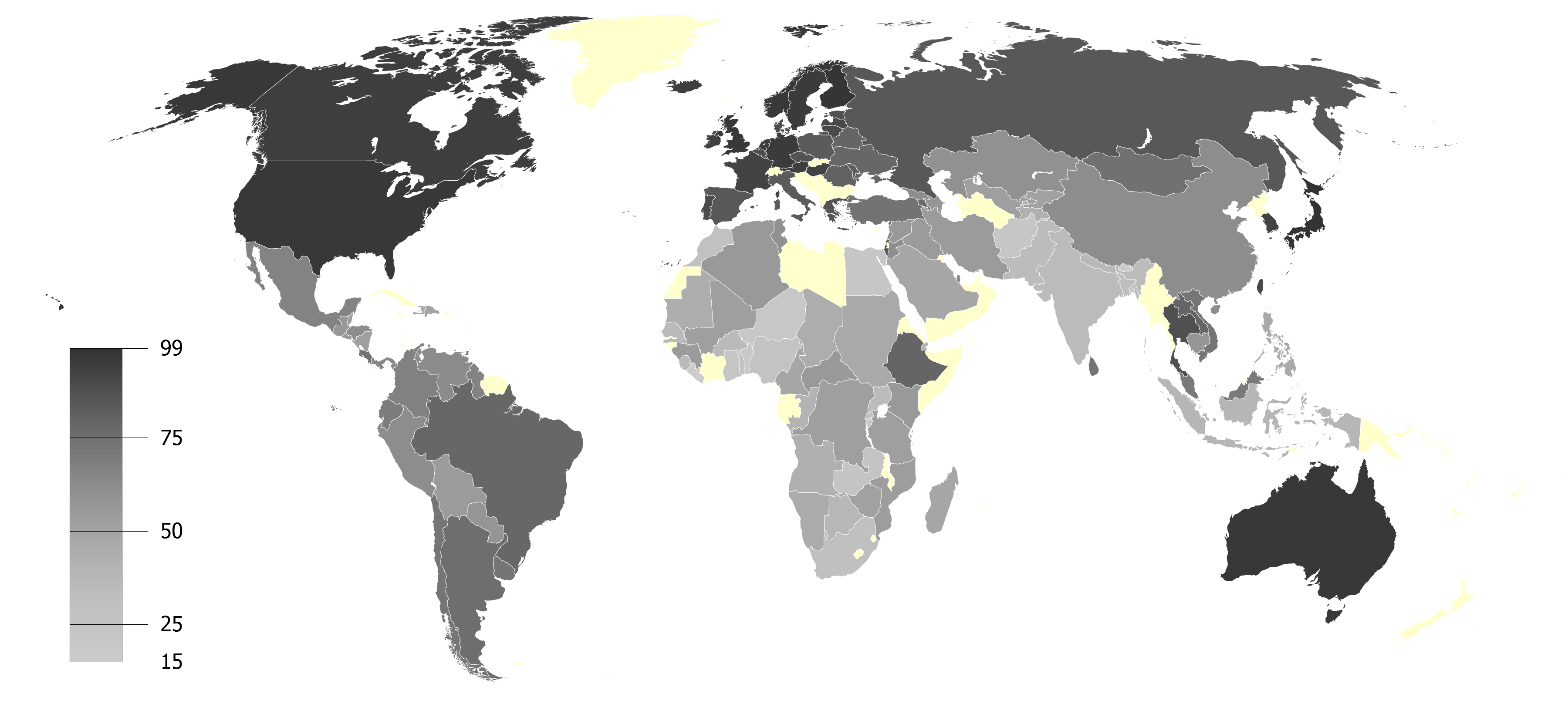

الرأي بشأن تغير المناخ هو مجموع الرأي العام للسكان البالغين. كثيرا ما تحد قيود التكاليف من الدراسات الاستقصائية وتصعبها بحيث تجعلها تقتصر على عينة من بلد واحد أو بلدين فقط من كل قارة، أو تركز على منطقة واحدة فقط. وبسبب الاختلافات بين الأسئلة، والصياغة، والأساليب –فمن الصعب مقارنة النتائج بشكل موثوق أو تعميمها على الآراء عالميًّا.
في الفترة 2007-2008، تم إجراء استطلاع من مؤسسة غالوب شمل أفرادًا من 128 دولة في أول دراسة شاملة للآراء العالمية. جمعت منظمة غالوب الرأي من السكان البالغين الذين يبلغون الخامسة عشرة من العمر فما فوق، إما من خلال المقابلات الهاتفية أو الشخصية، وفي المناطق الريفية والحضرية على حد سواء، إلا في المناطق التي تتعرض فيها سلامة الشخص الذي يجري المقابلة للخطر وفي الجزر قليلة السكان. وجرى تحديد المقابلات الشخصية حسب حجم السكان أو الجغرافيا، وتم أخذ عينات من المجموعات خلال مرحلة أو أكثر. وعلى الرغم من اختلاف حدود الخطأ، إلا أنها كانت جميعها دون ±6٪ وتتمتع بثقة 95٪
وفقا لتقديرات البنك الدولي لعام 2008، فإن 61% من الأفراد في مختلف أنحاء العالم كانوا يدركون خطر الانحباس الحراري العالمي، والبلدان المتقدمة كانت أكثر إدراكا من البلدان النامية، وأفريقيا هي الأقل إدراكا. وكان متوسط عدد الناس الذين ينظرون إليه باعتباره تهديدا 47٪. وكانت أميركا اللاتينية والدول المتقدمة في آسيا تتولى قيادة الاعتقاد بأن تغير المناخ كان نتيجة لأنشطة بشرية، في حين كانت أفريقيا وأجزاء من آسيا والشرق الأوسط، وبلدان من الاتحاد السوفييتي سابقًا عكس ذلك. كثيرا ما يترجم الوعي إلى القلق، وهناك كثير من الأفراد في أوروبا والبلدان المتقدمة في آسيا يرون أن الاحترار العالمي يشكل تهديدا كبيرًا.

## آراء بشأن تغير المناخ حسب المنطقة

### أفريقيا
يشعر الناس في أفريقيا بالقلق نسبيا إزاء تغير المناخ مقارنة بالشرق الأوسط وأجزاء من آسيا. بيد أن القلق أقل من معظم دول أمريكا اللاتينية وأوروبا. حاليا، 61٪ من الناس في أفريقيا يعتبرون تغير المناخ مشكلة خطيرة جدا و 52٪ يعتقدون أن تغير المناخ يضر بالناس الآن. في حين أن 59٪ من الأفارقة قلقون من الجفاف أو نقص المياه، فإن 16٪ فقط قلقون من الطقس القاسي، و3٪ فقط يشعرون بالقلق من ارتفاع منسوب مياه البحر. تعاني دول جنوب الصحراء الكبرى في إفريقيا بشكل خاص من زيادة التصحر حتى مع أنها تمثل 0.04٪ من انبعاثات ثاني أكسيد الكربون العالمية. وفي أفريقيا جنوب الصحراء الكبرى، ينخفض القلق بشأن تغير المناخ إلى 34% فقط من السكان الذين يعتبرون تغير المناخ مسألة «خطيرة جدا» أو «خطيرة نوعا ما». ومع ذلك، فإن بعض البلدان، وفقا للدراسة الاستقصائية التي أجراها مركز بيو للأبحاث في عام 2015 بشأن المواقف العالمية، تشعر بالقلق أكثر من غيرها. في أوغندا 76٪ من السكان 68٪ في غانا و45% في جنوب أفريقيا و40% في إثيوبيا يعتبرون تغير المناخ مشكلة خطيرة جدا.

### أمريكا اللاتينية
تمتلك أمريكا اللاتينية أكبر نسبة من الأشخاص القلقين بتغير المناخ أكثر من مناطق العالم الأخرى. 74% يعتبرون تغير المناخ مشكلة خطيرة و77% يقولون إنه يضر بالناس الآن والتي هي أعلى بـ 20 نقطة من المتوسط العالمي وفقا لمركز بيو للأبحاث. 63% من الناس في أمريكا اللاتينية قلقون جدا من أن تغير المناخ سيضر بهم شخصيًّا. تعتبر المكسيك وأميركا الوسطى تحديدًا أكثر الدول قلقًا بنسبة 81.5% من الأشخاص الذين يعتقدون أن تغير المناخ يشكل قضية بالغة الخطورة. وأميركا الجنوبية أقل قلقا بنسبة 75٪ ومنطقة الكاريبي، بمعدل مرتفع نسبيا يبلغ 66.7٪، هي الأقل قلقا. تعتبر البرازيل بلدا مهما في سياسات تغير المناخ العالمي لأنها تحتل المرتبة 11 في قائمة أكثر البلدان المصدرة للانبعاثات، وعلى عكس البلدان الأخرى ذات الانبعاثات الكبيرة، يعتبر 86% من السكان أن الاحترار العالمي مشكلة خطيرة جدا. إن أمريكا اللاتينية، مقارنة ببقية العالم، تملك نسبة عالية من السكان الذين يشعرون بالقلق إزاء تغير المناخ. وعلاوة على ذلك، يؤمن 67% من السكان في أمريكا اللاتينية بالمسؤولية الشخصية عن تغير المناخ ويقولون إن على الناس إجراء تعديلات رئيسية على أسلوب الحياة.

### أوروبا
يميل الأوروبيون إلى الاهتمام بتغير المناخ أكثر من أغلب بلدان العالم، باستثناء أميركا اللاتينية. ولكن هناك فجوة بين أوروبا الشرقية، حيث الناس هناك أقل قلقا بشأن تغير المناخ، وأوروبا الغربية. في أوروبا تتراوح ما نسبته بين 88٪ 97%٪ من الناس الذين يشعرون أن تغير المناخ يحدث وأنه ناتج عن النشاط البشري وكذلك، أن آثاره ستكون سيئة. وبشكل عام فإن دول أوروبا الشرقية أقل شعورًا وقلقًا بتغير المناخ أو مخاطره، حيث قال 63٪ أن هذا التغير خطير جدا، و24٪ يعتبرون أنه خطير إلى حد ما و10٪ فقط يقولون أنه ليس مشكلة خطيرة. وعند سؤالهم عما إذا كانوا يشعرون بمسؤولية شخصية للمساعدة على الحد من تغير المناخ، وعلى مقياس من صفر (لا على الإطلاق) إلى 10 (نعم بشدّة)، حقق الأوروبيون متوسّطًا مقداره 5.6 نقاط، وبشكل أكثر تحديدا، فإن الأوروبيين الغربيين حققوا 7 نقاط، بينما حقق سكان دول أوروبا الشرقية معدل أقل من 4 نقاط. وعندما تم سؤال الأوروبيين فيما إذا كانوا على استعداد لدفع المزيد مقابل تغير المناخ، فإن 49% منهم أجابوا أنهم على استعداد، ولكن 9% فقط من الأوروبيين غيروا استخداماتهم بالفعل إلى مصادر طاقة خضراء صديقة للبيئة. وعلى هذا، ففي حين يؤمن أغلب الأوروبيين بمخاطر تغير المناخ، فإن مشاعرهم بالمسؤولية الشخصية عن التعامل مع هذه القضية محدودة للغاية. وبشكل خاص من حيث الإجراءات التي كان من الممكن اتخاذها بالفعل مثل التحول إلى استخدام مصادر طاقة صديقة للبيئة.

### آسيا/المحيط الهادئ
يميل سكان آسيا والمحيط الهادئ إلى كونهم أثل قلقًا إزاء تغير المناخ، باستثناء الدول الجزرية الصغيرة، كما أن البلدان النامية في آسيا أقل اهتماما من البلدان المتقدمة. في آسيا والمحيط الهادئ، يعتقد حوالي 45% من الناس أن تغير المناخ مشكلة خطيرة جدا، وبالمثل يعتقد 47% أن تغير المناخ يضر بالناس الآن. هناك فجوة كبيرة بين دول آسيا النامية وآسيا المتقدمة. حيث أن 31٪ فقط من الدول النامية في آسيا تعتبر ظاهرة الاحتباس الحراري «تهديدا خطيرا جدا» أو «نوعا ما» و74% من الدول المتقدمة تعتبر الاحتباس الحراري تهديدا خطيرا. ويزعم البعض أن أحد الأسباب وراء هذا هو أن الناس في البلدان الأكثر تقدما في آسيا أكثر تعليما وثقافة بشأن هذه القضايا، وخاصة في ضوء التهديدات الكبيرة التي تواجهها البلدان النامية في آسيا نتيجة لتغير المناخ. إن أكثر وجهات النظر أهمية فيما يتصل بقضية تغير المناخ هي تلك التي تصدر من المواطنين الذين يقطنون في دولٍ تساهم بشكل كبير في الانبعاثات، على سبيل المثال، في الصين، أكبر مصدر للانبعاثات على مستوى العالم، يشعر 68٪ من الشعب الصيني بالارتياح إزاء الجهود التي تبذلها حكومتهم للحفاظ على البيئة. وفي الهند، ثالث أكبر مصدر للانبعاثات على مستوى العالم، يشعر 77٪ من الشعب الهندي بالارتياح إزاء الجهود التي تبذلها بلاده للحفاظ على البيئة.

### الشرق الأوسط
في حين أن تزايد حدة الجفاف والأمور الخطيرة الأخرى كانت وستظل مشكلة في الشرق الأوسط، فإن المنطقة لديها واحد من أقل معدلات القلق في العالم. 8٪ يعتقدون أن تغير المناخ مشكلة خطيرة جدا و26٪ يعتقدون أن تغير المناخ يضر بالناس الآن. من أربع دول في الشرق الأوسط تم استطلاع رأي أجراه مركز بيو حول ما هو مصدر قلقهم الرئيسي، إسرائيل والأردن ولبنان أجابت بداعش، وتركيا أجابت بأنها تعديات الولايات المتحدة. 38٪ من سكان إسرائيل يعتبرون تغير المناخ تهديدا كبيرا لهم، في حين بلغت النسبة 40٪ في الأردن و58٪ في لبنان و53٪ في تركيا.

### أمريكا الشمالية
لدى أميركا الشمالية تصورات مختلطة بشأن تغير المناخ تتراوح بين المكسيك وكندا اللتان تعتبران أكثر اهتماما، والولايات المتحدة الأقل اهتماما. والمكسيك هي أكثر البلدان الثلاثة في أمريكا الشمالية قلقا بشأن تغير المناخ. 90% يعتبرون تغير المناخ مشكلة خطيرة جدا و83% يعتقدون أن تغير المناخ يضر بالناس بشكل كبير الآن. الكنديون قلقون جدا، 20٪ قلقون للغاية، 30٪ قلقون بشكل كبير، 31٪ قلقون بعض الشيء و19% فقط ليسوا قلقين جدا/غير معنيين على الإطلاق بتغير المناخ. في حين يقول 61٪ من الأميركيين إنهم قلقون بشأن تغير المناخ، فإن هذا أقل بنسبة 30٪ من المكسيك وأقل بنسبة 20٪ من كندا. ويعتقد 41٪ أن تغير المناخ قد يؤثر عليهم شخصيا. ومع ذلك فإن 70٪ من الأميركيين يعتقدون أن الحماية البيئية أكثر أهمية من النمو الاقتصادي وفقا لدراسة رأي المناخ التي أجرتها جامعة ييل.